# José Gregorio Hernández
José Gregorio Hernández Cisneros, anche noto in italiano come Giuseppe Gregorio Hernández Cisneros (Isnotú, 26 ottobre 1864 – Caracas, 29 giugno 1919), è stato un medico venezuelano.
Per la sua attività benefica, divenne oggetto di venerazione tanto da venire da molti latinoamericani considerato come un santo, canonizzato come tale ufficialmente dalla Chiesa cattolica che lo ha beatificato nel 2021.
Morì tragicamente: colpito da un'automobile, cadde a terra e sbatté la testa sul bordo del marciapiede, nell'angolo di Amadores, frazione oggi integrata nell'area metropolitana di Caracas.

## Biografia

### L'infanzia e la giovinezza
Giuseppe Gregorio Hernández nacque in Isnotú, una piccola località ubicata nello stato di Trujillo, nella cordigliera andina, nell'ovest del paese. Era il primo di sei fratelli, figlio di Benigno María Hernández Manzaneda e Josefa Antonia Cisneros Mansilla, di ascendenza colombiana e spagnola rispettivamente. Tutta la sua infanzia la passò nel suo paese natale, dove suo padre era padrone di un negozio.
All'età di 13 anni, Giuseppe Gregorio manifestò a suo padre il suo desiderio di studiare legge; tuttavia, suo padre lo convinse a studiare medicina. Perciò dovette spostarsi nella città di Caracas per realizzare i suoi studi liceali. Arrivando alla capitale, iniziò i suoi studi nella Scuola Villegas, una delle più prestigiose scuole dell'epoca, diretta da Guillermo Tell Villegas.

### Studi in Europa
Il 28 giugno 1888 Hernández conseguì la laurea in medicina nell'Università Centrale del Venezuela e poi ottenne dal Governo del Venezuela una borsa di studio che gli permise di recarsi a Parigi per approfondire la conoscenza di branche della medicina che non erano ben conosciute in Venezuela a quei tempi.
Nel novembre del 1889 frequentò il laboratorio di istologia di Mathias Duval. Durante detti studi approfondì le conoscenze di microbiologia, istologia normale, patologia, batteriologia e fisiologia sperimentale. Terminati gli studi a Parigi, ne sollecitò il permesso e si trasferì a Berlino a studiare istologia e anatomia patologica e a seguire un nuovo corso di batteriologia. Successivamente ritornò in Venezuela al fine di entrare come professore all'Università Centrale del Venezuela a Caracas, dove inoltre collaborò con l'ospedale Vargas. Fu tra i primi a introdurre il microscopio ottico in Venezuela.

### Professore universitario dell'UCV e vita scientifico-accademica
Nel 1891 ritornò dall'Europa e, nel novembre di quell'anno, cominciò la sua attività come docente di istologia normale e patologica, fisiologia sperimentale e batteriologia, dell'Università Centrale del Venezuela (UCV). Dopo i suoi studi post lauream a Parigi e Berlino gli fu delegata la responsabilità di acquisire con risorse dello Stato venezuelano i materiali necessari e indispensabili per istituire il "Laboratorio de Fisiologia Experimental" di Caracas, come l'acquisizione della bibliografia che fosse necessaria per l'apertura delle nuove cattedre universitarie. Egli introdusse il microscopio in Venezuela, e molti degli strumenti acquistati in Francia, che, secondo l'attestazione del dottor Augusto Pi Suñer, erano in uso decenni dopo il loro acquisto.
Il 14 settembre 1909 diventò professore anche di anatomia patologica pratica, cattedra annessa al laboratorio dell'ospedale Vargas, e della quale si incaricò fino all'istituzione della cattedra di Anatomia Patologica dell'Universidad Central con sede nell'istituto anatomico e che fu retta dal dottor Felipe Guevara Rojas, nel 1911.
Non fu solo il fondatore della cattedra di batteriologia, ma fu anche la prima persona in Venezuela a pubblicare un testo di questa disciplina, Elementi di Batteriologia (1906). La cattedra di batteriologia fu la prima ad essere fondata in America. Con lui cominciò la vera docenza scientifica e pedagogica, sulla base di lezioni esplicative, con l'osservazione dei fenomeni vitali, la sperimentazione sistematizzata, pratiche di vivisezione e prove di laboratorio. Introdusse il microscopio e insegnò il suo uso e maneggio; colorò e coltivò microbi; fece conoscere la teoria cellulare di Virchow. Fu inoltre fisiologo e biologo, conobbe a fondo la fisica, la chimica e la matematica.
Il suo lavoro di docente fu interrotto in due circostanze. La prima quando decise di farsi monaco dell'ordine di San Bruno nella Certosa di Farneta, alla quale arrivò il 16 luglio 1908, e dalla quale ritornò il 21 aprile 1909, per potersi dedicare alle attività accademiche nell'Università. Nell'ottobre del 1912 interruppe le lezioni quando il governo dittatoriale del generale Juan Vicente Gómez decretò la chiusura dell'Università. Nel gennaio del 1916 fondò la "Scuola di Medicina Ufficiale" che funzionò nell'Istituto Anatomico nell'angolo di San Lorenzo. Nel 1917 compì un viaggio negli Stati Uniti, visitando New York e proseguì verso la Spagna, dove perfezionò i suoi studi a Madrid. Lo sostituì temporaneamente il suo discepolo, Domingo Luciani. Ricominciò la sua attività di docente il 30 gennaio 1918 fino al 28 giugno 1919, vigilia del tragico incidente stradale.
Era conosciuto come un professore colto (parlava francese, tedesco, inglese, italiano, portoghese, dominava il latino, era musicista, filosofo e possedeva profonde conoscenze di teologia). Formò una scuola di ricercatori che ebbe un ruolo importante nella medicina venezuelana. Discepoli di Hernández furono il dottor Jesús Rafael Risquez che gli succedette nella cattedra di batteriologia e parassitologia e Rafael Rangel (1877-1909), considerato il fondatore della parassitologia venezuelana.
Insieme con i dottori Mathias Duval, Isidro M Strauss e Charles Robert Richet, (quest'ultimo l'11 dicembre 1913 conseguì il Premio Nobel per la medicina per le sue ricerche sull'anafilassi), ampliò le conoscenze teoriche e ottenne il dominio delle tecniche istologiche, in voga per l'epoca, diffondendo in America Latina i concetti base dell'embriologia e riuscendo a introdurre negli ultimi decenni del XIX secolo le idee e il metodo sperimentale proposto da Claude Bernard.
Benché Hernández avesse scritto soltanto tredici lavori scientifici, l'Accademia Nazionale Venezuelana della Medicina, della quale fu cofondatore, gli riconobbe la capacità come clinico di sottomettersi al rigore del metodo anatomo-clinico che la scuola francese aveva portato fino allo zenit (si segnalano i casi presentati da Hernández di tubercolosi, polmonite, e febbre gialla). Aveva una capacità particolare di gestire le risorse derivate delle tecniche complementari di diagnosi, i dati dell'istologia patologica, della batteriologia, della parassitologia e della fisiologia, fornendo una buona interpretazione dei processi patologici presenti nel paziente. Inoltre brillò per l'abilità di proporre ipotesi innovative, la determinazione dei dati ematologici medi negli individui del Venezuela, la descrizione di una nuova forma di angina pectoris causata dalla malaria.
(Dottor Juan José Puigbó)

### Vita religiosa
Nonostante non abbia rivestito alcun ruolo ecclesiastico, Gregorio fu un fervente credente cattolico. Il 7 dicembre 1899 emise la professione come terziario francescano nella chiesa della Madonna della Mercede a Caracas, associandosi alla fraternità guidata dai frati cappuccini, che reggevano quella chiesa. Decise quindi di dedicarsi alla vita religiosa e nel 1907, dopo aver parlato con l'arcivescovo di Caracas Juan Bautista Castro, inviò una lettera al priore dell'Ordine di San Bruno nella Certosa di Farneta nei pressi di Lucca, in Italia. Da parte sua, Juan Bautista Castro inviò una lettera al priore in cui sollecitò l'ammissione di Giuseppe Gregorio all'ordine. Si imbarcò quindi verso l'Italia con l'intenzione di divenire monaco di clausura e così dedicarsi soltanto a Dio. Nel 1908 entrò nella Certosa di Farneta prendendo il nome di fra Marcello. Dopo nove mesi si ammalò gravemente, tanto che il Padre Superiore gli ordinò di ritornare in Venezuela per rimettersi. Arrivò a Caracas nell'aprile del 1909 e in quello stesso mese ricevette il permesso per entrare nel Seminario di Santa Rosa di Lima. Tuttavia continuò ad anelare la vita radicale del monastero. Passati tre anni, decise di tentare di nuovo. Questa volta si imbarcò per Roma con sua sorella Isolina. Si iscrisse ai corsi di teologia nella Pontificia Scuola Latino Americana. Ma si ammalò nuovamente di un'affezione polmonare che lo costrinse a ritornare nel Venezuela. Gregorio non tentò più la vita religiosa, interpretando le sue vicende come un richiamo di Dio alla vita secolare, rimanendo comunque membro del Terz'Ordine Francescano.
I suoi resti riposano nel chiesa parrocchiale della Candelaria di Caracas, dopo essere stati per lungo tempo nel Cimitero Generale Sud.

## Culto
I cattolici venezuelani hanno costantemente venerato Giuseppe Gregorio Hernández, chiedendogli favori ed attribuendogli miracoli, fatto per il quale la Chiesa cattolica venezuelana inizia nell'anno 1949 il processo di canonizzazione. Dopo aver iniziato il processo, Gregorio è stato dichiarato venerabile da papa Giovanni Paolo II il 16 gennaio 1986.
Il 19 giugno 2020 papa Francesco ha ricevuto il cardinale Giovanni Angelo Becciu, prefetto della Congregazione delle Cause dei Santi, autorizzando il Dicastero a promulgare il Decreto che riconosce un miracolo avvenuto per intercessione del medico venezuelano. È stato proclamato beato il 30 aprile 2021 dal nunzio apostolico Aldo Giordano in rappresentanza del pontefice.
Il 24 febbraio del 2025 papa Francesco ha approvato i voti favorevoli alla sua canonizzazione della Sessione Ordinaria dei Padri Cardinali e Vescovi del Dicastero delle cause dei santi.

## Memoria
A Caracas ci sono due ospedali che portano il suo nome:
- L'Ospedale Cardiologico "José Gregorio Hernández" nella parrocchia di San José.
- L'Ospedale Generale "José Gregorio Hernández" ubicato nel quartiere Magellano di Catia.

C'è anche un quartiere chiamato José Gregorio Hernández a Cotiza, parrocchia "San José" del Municipio Libertador di Caracas.
Il ciclo di studi in scienze della pace della Pontificia Università Lateranense lo ha come compatrono assieme al beato Giovanni della Pace.